# 内藤政森
内藤 政森（ないとう まさもり）は、江戸時代前期から中期にかけての大名。陸奥国泉藩の第3代藩主、上野国安中藩の初代藩主。通称は右近。官位は従五位下・丹波守、山城守。挙母藩内藤家3代。

## 略歴
泉藩の第2代藩主・内藤政親の三男。幼名は金一郎。元禄9年（1696年）、跡を継いで泉藩主となる。元禄14年（1701年）に御小姓となる。元禄15年（1702年）7月、泉から安中に移封された。宝永2年（1705年）1月、城主格となり、安中城を改修する。正徳4年（1714年）1月11日に奏者番となった。しかし安中藩の藩政においては新田開発を行いながら百姓に重税を強いたため、享保12年（1727年）4月に百姓一揆が起こった。
享保18年（1733年）4月6日、家督を次男・政里に譲って隠居し、元文3年（1738年）5月12日に56歳で死去した。法号は惣持院大誉得法向山。墓所は東京都港区高輪の光台院。
著作に「臣軌」上下2巻がある。

## 系譜
父母
- 内藤政親（父）
- 小見波氏 ー 側室（母）

正室、継室
- 柳沢春子 ー 柳沢吉保の娘（正室）
- 柳沢税子 ー 柳沢吉保の養女、曽雌定秋の娘（継室）

側室
- 宇野氏
- 海老名氏

子女
- 内藤政里（次男）生母は宇野氏（側室）
- 内藤政則（三男）生母は海老名氏（側室）
- 大田原建清正室のち佐竹義道継室、生母は海老名氏（側室）